# Escuela Bruguera
Escuela Bruguera, según expresión acuñada por el escritor Terenci Moix en 1968 y asumida por el resto de críticos del medio, es el nombre con el que se designa al conjunto de historietistas españoles que se dedicaron al cómic de humor en el seno de la editorial Bruguera a partir de la Posguerra española. Con unas características formales y temáticas muy reconocibles, su estilo se extendió a publicaciones de otras editoriales, como "Trampolín" (1950) o "La Risa" (1952), constituyendo una de las tres grandes escuelas historietísticas de su época en el país, junto a la Valenciana y el TBO. Ostentó, además, una honda influencia en el desarrollo de la historieta española posterior.

## Características
Los autores cómicos de la Editorial Bruguera lograron configurar un estilo fácilmente reconocible, a medio camino entre el entretenimiento infantil y el costumbrismo satírico. Era habitual que, al entrar en la editorial, se fogueasen con las páginas de chistes, también muy demandadas por el público, antes de que se les permitiera desarrollar sus propios personajes. En los años 50 había incluso chistes escenificados como "Siempre se exagera" o "Primero dijo..." de Jorge y personajes de una, dos y hasta tres tiras. El resto de historietas tenían una extensión de una o dos páginas y eran poco más que el desarrollo de un chiste sencillo. Con el paso del tiempo, fueron enriqueciéndose los argumentos y se escribieron historietas de mayor extensión.
La estructura narrativa de estos cómics humorísticos seguía siempre una misma pauta: al comenzar, se presentaba un deseo del protagonista, que terminaba indefectiblemente frustrándose. El final era casi siempre desgraciado para el protagonista, lo que a menudo se reflejaba gráficamente con un golpe, unas veces físico (persecución, golpe, caída), y otras psíquico (estupefacción, sorpresa, decepción). Eran historietas autoconclusivas, en las que la última viñeta, que contenía el desenlace, era la más trabajada desde el punto de vista gráfico. Se repetían unas mismas escenas tipo, y se utilizaba lenguaje mojigato y paródico, con expresiones recurrentes y poco verosímiles (interjecciones como "corcho", "córcholis", "cáspita", "zambomba", "zapateta", etc.).
Los decorados eran fundamentalmente urbanos, con fondos apenas esbozados, minimalistas y esquemáticos. El grafismo de las historietas se centraba sobre todo en las expresiones de los personajes, y se empleaban abundantemente las onomatopeyas y símbolos cinéticos. Como consecuencia de la producción a gran escala de historietas, a partir de los años 1960, los bocadillos dejaron de rotularse a mano y pasaron a ser mecanografiados, lo que limitaba su expresividad.

## Los personajes

### Generalidades
Puesto que predominaban las historietas de carácter costumbrista, los personajes de la factoría cómica Bruguera eran, en general, un reflejo caricaturesco de la sociedad española de la época. Son personajes urbanos, como comenzaba a ser la sociedad española; las incursiones de Bruguera en el ámbito rural son bastante tardías y ofrecen del campo una imagen sistemáticamente negativa. Muchos de los personajes masculinos trabajan como oficinistas, y aguantan estoicamente el despotismo de sus jefes; las mujeres, salvo como amas de casa o criadas, no trabajan (ni siquiera las solteras, como Las hermanas Gilda, cuyo único horizonte vital es un matrimonio de campanillas); los niños, inquietos y traviesos, acatan, sin embargo, incondicionalmente la autoridad paterna.
La comicidad de estos personajes deriva del abismo existente entre lo que creen ser —y a menudo, dicen ser: el lenguaje es determinante como elemento de caracterización de estos personajes—, y lo que en efecto son. Resulta inevitable ver en esto un comentario de la sociedad española de la época, ahíta de floridas retóricas oficiales, pero desprovista a menudo de los aspectos materiales más básicos. El hambre de la España de posguerra encuentra un icono característico en el personaje de Carpanta (1947) de Escobar, del mismo modo que en Zipi y Zape (1948), del mismo autor, se manifiesta la rígida estructura de la familia tradicional. Don Pío (1947), de Peñarroya encarna a la perfección la vida gris y sin horizontes de la clase media española en los cuarenta y primeros cincuenta.
Sin embargo, ya desde los primeros años de Bruguera surgen personajes que implican una transgresión de la norma cotidiana: tal es el caso de la malvada Doña Urraca (de Jorge), o de la mayoría de las creaciones de Manuel Vázquez, especialmente Las hermanas Gilda, primera de las historietas de Bruguera en que puede verse cómo las relaciones familiares albergan tensiones destructivas. Claro que las hermanas Gilda son dos solteronas, lo que hace de ellas un blanco fácil para la sátira, y hasta ha provocado curiosas suspicacias sobre la verdadera índole de su relación.
Más calado tiene la sátira de la familia tradicional, que será una constante en las historietas cómicas Bruguera durante toda su historia: al menos cuatro familias convencionales habitan las páginas de los semanarios Bruguera: La familia Pepe, de Iranzo, La familia Cebolleta y La familia Churumbel, de Vázquez, y La familia Trapisonda, de Ibáñez. Todas tienen como referente La familia Ulises, de Benejam (publicada en las páginas del TBO, revista competidora de las de Bruguera), pero con una mayor esperpentización de los roles familiares.
Y si el núcleo familiar es sede de conflictos, mucho más lo es el ámbito laboral. La mayoría de los personajes varones y adultos de Bruguera tienen un trabajo rutinario y mal pagado, en el que además deben soportar los abusos de sus jefes. Un caso paradigmático en este sentido es el de El repórter Tribulete, de Cifré: el director del periódico El Chafardero Indomable, en el que Tribulete trabaja como reportero, lo castiga y golpea con escandalosa frecuencia. Idéntica relación jefe-subordinado, aunque menos abundante en mamporros, puede verse en Apolino Tarúguez y su secretario, Don Pío, Anacleto, agente secreto, o en Mortadelo y Filemón. La relación amo/criado también es expuesta en algunas series, de las que la más característica es, sin duda, Petra, criada para todo, de Escobar, que se centra en la vida cotidiana de una empleada de hogar.
Mención aparte merecen los excéntricos personajes de Manuel Vázquez, como Ángel Siseñor, La abuelita Paz, Feliciano o Angelito, que viven en un mundo propio, completamente despreocupados de la realidad y de sus convenciones. Rompetechos, de Ibáñez, es un personaje con unas características similares, ya que a causa de su atroz miopía tiene una visión del mundo completamente distorsionada.

### Clasificación
En 2005, los comisarios de la exposición La factoría de humor Bruguera, producida por el Centro de Cultura Contemporánea de Barcelona, propusieron clasificar a los personajes de las historietas cómicas de Bruguera siguiendo la siguiente tipología:
1. Vidas frustradas: personajes caracterizados por la frustración en sus vidas. Nunca logran ver cumplidas sus aspiraciones:
- Carpanta (Escobar, 1947)
- Don Pío (Peñarroya, 1947)
- Doña Urraca (Jorge, 1948)
- Pepe "el hincha" (Peñarroya, 1962)
- Rigoberto Picaporte (Segura, 1959)
- Angustio Vidal (Rojas)
- Aquiles Talón (Greg, 1963)

2. Héroes imposibles: aunque cargados de buenas intenciones, solo consiguen provocar catástrofes. Sus historias son en general parodias de otros géneros (policiaco, de espías, de superhéroes, etc.):
- Don Furcio Buscabollos (Cifré,1947)
- Mortadelo y Filemón (Ibáñez, 1958)
- Anacleto, agente secreto (Vázquez, 1967)
- Sir Tim O'Theo (Raf, 1970)
- Superlópez (Jan, 1973).
- Gordito Relleno (Peñarroya, 1948)
- Pafman  (Joaquín Cera, 1987)

3. Felices e inconscientes: personajes que viven en su propio mundo, ajenos a las normas sociales. Entre estos personajes figuran:
- El loco Carioco (Conti, 1949)
- Ángel Siseñor (Vázquez, 1953)
- Agamenón (Nené Estivill, 1961)
- Rompetechos (Ibáñez, 1964)
- Angelito (Vázquez, 1964)
- Aspirino y Colodión (Alfons Figueras, 1966)
- Vázquez, de la serie "Los cuentos del Tío Vázquez" (Vázquez, 1968)
- La abuelita Paz (Vázquez, 1969).
- Feliciano (Vázquez, 1969)

4. La fraternidad sádica: un cuarto grupo lo constituyen los personajes de las series encuadradas en el ámbito familiar. Las relaciones dentro de las familias de Bruguera no suelen ser nada armónicas. Destacan:
- Zipi y Zape (Escobar, 1948)
- Las hermanas Gilda (Vázquez, 1949)
- La familia Cebolleta (Vázquez, 1951)
- La familia Trapisonda (Ibáñez, 1958)
- La terrible Fifí (Nené Estivill, 1958)
- Los señores de Alcorcón y el holgazán de Pepón (Segura, 1959)
- Doña Tomasa, con fruición, va y alquila su mansión (Escobar, 1959)
- La familia Churumbel (Vázquez, 1960)
- La familia Telerín (Blas Sanchis, 1965; Basado en los dibujos animados emitidos por TVE)

5. Los personajes que personifican la incompetencia o desidia laboral y terminan provocando catástrofes:
- El repórter Tribulete (Cifré, 1947)
- El doctor Cataplasma (Martz Schmidt, 1953)
- Petra, criada para todo (Escobar, 1954)
- El caco Bonifacio (Enrich, 1957)
- El profesor Tragacanto (Martz Schmidt,1959)
- El botones Sacarino (Ibáñez, 1963)
- Pepe Gotera y Otilio (Ibáñez, 1966)

### Evolución
Desgastados los personajes clásicos en los años sesenta, se produce una renovación gracias a Agamenón y otros.

## Los autores

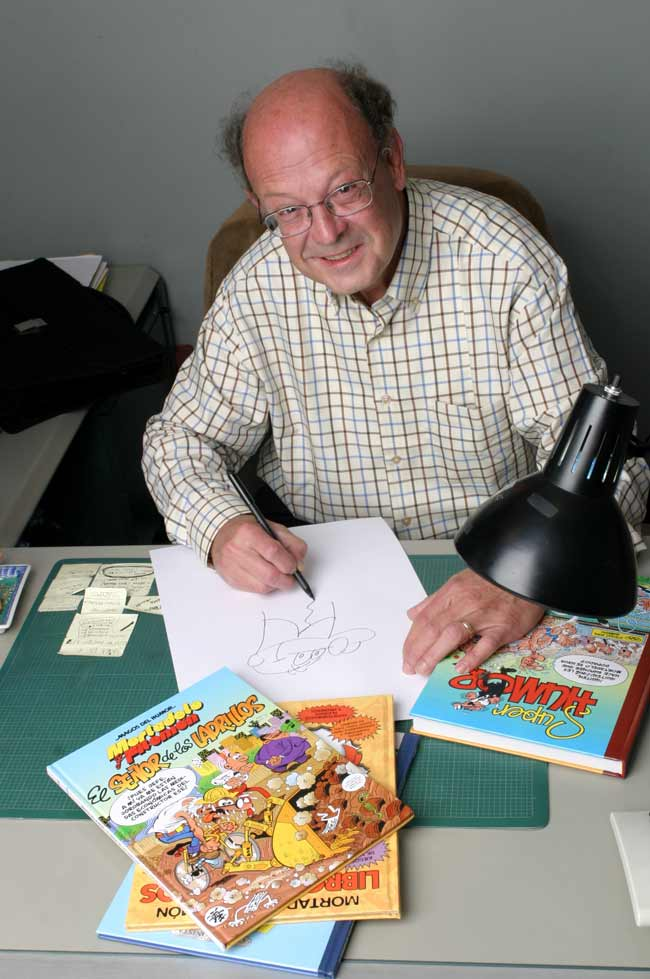
Francisco Ibáñez.

A principios de los años 1980, Armando Matías Guiu consideraba que podía hablarse de varias generaciones dentro de estos historietistas:

### La primera generación o generación del 47
Habitualmente se habla de "cinco grandes" en este período:
- Cifré (Guillermo Cifré Figuerola, 1922-1962), creador, entre otros, de El repórter Tribulete y Don Furcio Buscabollos.
- Conti (Carlos Conti, 1916-1975), creador de  Carioco y Apolino Tarúguez y su secretario.
- Escobar (Josep Escobar Saliente, 1908-1994): creador de series como Carpanta y Zipi y Zape.
- Giner (Eugenio Giner, 1924-1994), creador de la única serie realista de la etapa inicial de "Pulgarcito", El Inspector Dan de la Patrulla Volante.
- Peñarroya (José Peñarroya Peñarroya, 1910-1975), padre de Don Pío, Gordito Relleno o Pitagorín.

Pueden destacarse, además, a:
- Iranzo (Juan García Iranzo, 1918-1998), célebre sobre todo por los cuadernos de aventuras de "El Cachorro", aunque también dibujó historietas cómicas, como La familia Pepe.
- Jorge (Miguel Bernet Toledano, 1921-1960), creador, entre otras series, de Doña Urraca y Doña Filo y sus hermanas, señoras bastante llanas.

Entre esta primera generación y la segunda, o en alguna de las dos, sin que haya consenso entre todos los especialistas, se sitúa:
- Vázquez (Manuel Vázquez Gallego, 1930-1995), autor de Anacleto, agente secreto o Las hermanas Gilda.

### La segunda generación o generación del 57
- Enrich (Enric de Manuel González, 1930-2023), autor de El caco Bonifacio.
- Nené Estivill (Alejandro Santamaría Estivill, 1926-2011), que dibujó Agamenón y La terrible Fifí.
- Alfons Figueras (1922-2009), autor de personajes como Aspirino y Colodión y Topolino, el último héroe.
- Gin (Jordi Ginés Soteras, 1930-1996).
- Gosset (Jordi Gosset Rubio, 1933-2018), creador de Hug el troglodita y Facundo da la vuelta al mundo.
- Ibáñez (Francisco Ibáñez Talavera, 1936-2023), celebérrimo creador de Mortadelo y Filemón o Rompetechos.
- Nadal (Ángel Nadal Quirch, 1930-2016), creador, entre otros, de Pascual, criado leal.
- Raf (Joan Rafart i Roldán, 1928-1997), autor de las aventuras de Sir Tim O'Theo o Don Pelmazo.
- Segura (Roberto Segura Monje, 1927-2008), creador de Rigoberto Picaporte o La panda.
- Martz Schmidt (Gustavo Martínez Gómez, 1922-1998); obras suyas son El doctor Cataplasma y El profesor Tragacanto.
- Tran (José Luis Beltrán Coscojuelas, 1931-2013), autor de Constancio Plurilópez o Tete Gutapercha.

### La tercera generación o generación del 70
- Luis Allué, creador de Caco y Coco o Mac Fisghon.
- Casanyes (Ramón María Casanyes, 1954), miembro del Bruguera Equip y creador de Paco Tecla y Lafayette.
- Esegé, dibujante de Neronius.
- Los hermanos Fresno: Carlos (1953) y Luis Fresno (1956), creadores de Benito Boniato y los Astro Sniks.
- Jiaser (José Antonio Serna Ramos, 1927-2011), dibujante de Cucaracho y Maff y Osso.
- Jan (Juan López Fernández, 1939), creador de Superlópez  y Pulgarcito (Jan).
- Joan March (1952): El Mini Rey y Tranqui y Tronco.
- Andreu Martín (1949), guionista.
- Rovira (Jaume Rovira Freixa, 1951): Cinco Amiguetes, Segis y Olivio,El hotel mediaestrella,Vicente el dependiente.
- Alfonso López (1950) y Rafael Vaquer, autores de Atasco Star.

### Otros autores
La factoría de tebeos Bruguera agrupó a un gran número de firmas menos conocidas: Manuel Adolfo, Alférez, Carrillo, Cerón, Cubero, García Lorente, Iñigo, Joso, Martínez Osete, Mingo, Jordi Nabau, Nicolás, Oli, Jaume Perich, Pineda Bono, Ramón Sabatés, State Keto, Toni, Francisco Torá, Torregrosa. Esto incluye también otros guionistas y directores como Francisco Alonso, Manuel Arrufat, José Luis Ballestín, Jesús de Cos, Julio Fernández, Rafael González Martínez, José María Lladó, Armando Matías Guiu, Francisco Pérez Navarro, Jaume Ribera, Eugenio Sotillos y Montse Vives, entre muchos otros.
Finalmente, acogió a dibujantes procedentes de Editorial Valenciana, como:
- Antonio Ayné
- Karpa
- Rojas (Arturo Rojas de la Cámara, 1930), autor de la serie Don Percebe y Basilio, entre otras
- Sanchis (José Sanchis Grau, 1932), que creó para Bruguera Robín Robot
- Enrique Cerdán Fuentes (1937)
- Sifré (Francisco Sifré Pardo, 1940), con Alí el Genio de la lámpara

## Las revistas
- Pulgarcito (1921-1986) fue la cabecera insignia de Bruguera. Comenzó a publicarse en 1921, cuando la editorial se llamaba todavía El Gato Negro. Después vinieron, en 1969, Gran Pulgarcito y Súper Pulgarcito.
- El Campeón (1948-1949): revista de cómics de aventuras, con alguna historieta humorística.
- Tío Vivo (1957-1981): en su primera etapa (1957-1960), fue publicada por D.E.R., empresa independiente que integraban algunos destacados dibujantes de Bruguera. Luego fue absorbida por Bruguera.
- El DDT (1951-1977), revista orientada al público adulto.
- Can Can (1958-1967), otro intento de la editorial de hacer una revista para adultos.
- Las revistas destinadas al público femenino Sissi (1958) y Lily (1970). Después vendría Super Lily.
- Din Dan (1965-1975), que desarrollaba, entre otras, historietas basadas en personajes de televisión.
- Bravo (1968).
- Gran Pulgarcito (1969-1970).
- Mortadelo (1970-1983), creada aprovechando el auge del personaje de Ibáñez. Después vinieron Super Mortadelo, en 1972, y Mortadelo Especial, en 1975.
- Otros personajes de éxito también tuvieron cabecera propia: es el caso de Zipi y Zape (1972), Sacarino (1975) y Superlópez (1985).
- Bruguelandia (1981).
- Más madera! (1986) fue la última revista humorística de la editorial.

En los extras navideños de muchas de estas revistas, sus dibujantes solían publicar páginas de multitudes cuyo sentido último solo podían entender ellos.

## Legado
En el campo de la historieta, el papel desempeñado por Bruguera durante la posguerra española fue fundamental. Aunque tienen un lugar destacado en la historia del cómic español los cuadernos de aventuras editados por Bruguera, como El Cachorro, de Juan García Iranzo, o El Capitán Trueno, de Víctor Mora y Ambrós, los mayores esfuerzos de sus dibujantes se centraron en los semanarios humorísticos, entre los que destacan Pulgarcito, Tío Vivo y El DDT. En estas publicaciones colaboraron importantes autores de la historieta española como Peñarroya, Escobar, Vázquez, Ibáñez y Raf, entre muchos otros. Su obra, aparte de su valor intrínseco, permite revivir el ambiente ciudadano, los usos y costumbres de la época.
Para críticos como Jesús Cuadrado, los autores de la "línea clara" a la española de los años 1980 (Mique Beltrán, Guillem Cifré, Max, Micharmut, Sento o Daniel Torres), serían herederos tanto de la llamada Escuela Bruguera como de la Escuela Valenciana.
La influencia del humor característico de las historietas de Bruguera es visible todavía en series de televisión producidas en España a partir de los años 1990: por ejemplo, Manos a la obra, que está inspirada en los personajes de Pepe Gotera y Otilio, y Aquí no hay quien viva, cuya estructura remite a la historieta de Ibáñez 13, Rue del Percebe.